# Epocha (časopis)
Epocha je český populárně-naučný časopis s podtitulem „Svět na vaší dlani“. Jde o čtrnáctideník vycházející od 6. dubna 2005. Jeho vydavatelem je vydavatelství RF-Hobby. Kromě klasických čísel vycházejí každý rok tři speciální vydání Epocha Speciál. Zahraniční mutací tohoto časopisu je magazín Látkép vycházející v Maďarsku.
Šéfredaktorkou časopisu je (k roku 2020) Lenka Vlčková. Redakci tvoří 10 lidí. Hlavními tematickými okruhy jsou: planeta Země, historie, věda a technika, zajímavosti.
V prvním a druhém čtvrtletí roku 2020, tedy v období poznamenaném koronavirovou pandemií, byl průměrný prodaný náklad časopisu 36 627 výtisků a průměrná čtenost 340 000 čtenářů a čtenářek.
Časopis Epocha byl Unií vydavatelů třikrát oceněn titulem „Časopis roku“, a sice za roky 2009, 2011 a 2012. Časopis Epocha je auditován ABC ČR.

## TémataEpochy Speciál
- 2/2010: 66 největších sériových vrahů v dějinách lidstva
- 3/2010: 88 největších konspiračních teorií současnosti
- 1/2011: 77 největších únosů v moderních dějinách
- 2/2011: 55 nejdrsnějších mafiánských bossů všech dob
- 3/2011: 66 největších skandálů hvězd stříbrného plátna
- 1/2012: 88 nejslavnějších atentátů v dějinách rozbouřeného světa
- 2/2012: 77 největších sériových vrahů v dějinách lidstva. II. díl
- 3/2012: 55 slavných milenek nejmocnějších mužů světa
- 1/2013: 99 děsivých teroristických útoků
- 2/2013: 33 sexuálních afér, které dostaly politiky do kolen
- 3/2013: 66 krutých diktátorů
- 1/2014: 88 největších katastrof
- 2/2014: 77 nejděsivějších českých vrahů
- 3/2014: 111 x záhadná smrt slavných osobností
- 1/2015: 55 dramatických poprav v dějinách
- 2/2015: 77 ztracených civilizací planety
- 3/2015: 66 nejkrutějších masových vrahů
- 1/2016: 99 dnů, které otřásly světem
- 2/2016: 88 bestiálních vrahů, kteří nebyli nikdy dopadeni
- 3/2016: 77 nejtajemnějších společností, které ovládaly chod světa
- 1/2017: 99 největších soudních procesů, které otřásly dějinami lidstva
- 2/2017: 66 nejbestiálnějších vrahů posledního století
- 3/2017: 99 nejzáhadnějších míst planety
- 1/2018: 66 nejzvrácenějších experimentů lidstva
- 2/2018: 88 největších záhad české minulosti
- 3/2018: 99 nejtragičtějších osudů slavných osobností
- 1/2019: 77 převratných událostí, které změnily svět
- 2/2019: 66 nejbrutálnějších vrahů všech dob
- 3/2019: 88 nejtragičtějších omylů v dějinách
- 1/2020: 55 nejmazanějších podvodníků v historii
- 2/2020: 66 nejděsivějších dětských vrahů
- 3/2020: 99 děsivých tragédií, za které může člověk
- 1/2021: 88 nejslavnějších sebevražd v dějinách lidstva
- 2/2021: 77 největších skandálů panovnických rodů v historii
- 3/2021: 55 šokujících objevů v dějinách archeologie
- 1/2022: 77 slavných osobností, které k sobě neodmyslitelně patří
- 2/2022: 66 nejmrazivějších českých legend a pověstí
- 3/2022: 99 proslulých atentátů, které zcela změnily svět
- 1/2023: 55 nejkrutějších trestů smrti v historii lidstva
- 2/2023: 88 utajované životy nejslavnějších Čechů
- 3/2023: 77 nejslavnějších pokladů v historii lidstva
- 1/2024: 100 nejvlivnějších osobností světových dějin
- 2/2024: 77 nejslavnějších mileneckých párů české historie
- 3/2024: 55 troufalých operací tajných služeb
- 1/2025: 66 brutálních vražd slavných v dějinách lidstva[3]